# Maria Guasch
Maria Guasch i Surribas (Begas, 1983) es una profesora y escritora española en lengua catalana.

## Biografía
Maria Guasch nació en Begas, provincia de Barcelona Es licenciada en Comunicación Audiovisual por la Universidad Pompeu Fabra y graduada en Estudios Literarios por la Universidad de Barcelona. Ha trabajado como redactora y documentalista, sobre todo en materia cultural además de profesora de formación de adultos.
Maria Guasch publicó su primera novela en 2013, La neu fosa (El Toll), a la que siguió Olor de clor sota la roba (RBA-La Magrana), con el que fue elegida Nuevo Talento FNAC 2014. En 2017 Els fills de llacuna Park (L'Altra) quedó finalista en el Premio Òmnium a la mejor novela del año, y mereció el Premio Núvol; en 2018 la obra fue galardonada con el Premio de la Crítica de narrativa catalana que otorga la  Asociación Española de Críticos Literarios.

## Obras
- La neu fosa. El Toll, 2013. ISBN 9788494015564
- Olor de clor sota la roba. RBA-La Magrana, 2014. ISBN 9788482647333
- Els fills de llacuna Park. L'Altra, 2017. ISBN 9788494655678
- Les petites vampires. L'Altra, 2024. ISBN 9788412833492